# Erich Spießbach
Erich Kurt Rudolf Spießbach (* 30. November 1901 in Gotha; † 12. Oktober 1956 in Münster) war ein deutscher Maler, Zeichner, Bildhauer, Restaurator und Autor.

## Leben
Er wurde als fünfter Sohn des Glasermeisters Heinrich Spießbach und seiner Frau Johanna Berger geboren. Von 1906 bis 1916 besucht er die Volksschule in Gera. Daran schloss sich eine Lehre als Zeichner bei der Gothaer Waggonfabrik an. Er arbeitete dort als technischer Zeichner, bis er 1923 kündigte, um dann bis 1925 die Kunstgewerbeschulen in Flensburg und Erfurt zu besuchen.
Von 1924 bis 1925 arbeitete er als Holzbildhauer im Atelier von Gustav Heinze in Gotha. Von 1925 bis 1928 war Mitarbeiter im ehemaligen Heimatmuseum in Gotha und vor allem mit Ausgrabungen und der Präparation von Funden in Gotha beschäftigt.
1928 wechselte Spießbach als Mitarbeiter zur archäologischen Abteilung des Landesmuseums für die Provinz Westfalen, dem heutigen LWL-Museum für Archäologie nach Münster. Aufgrund seines besonderen zeichnerischen und präparatorischen Talents wurde er Grabungsleiter und mit der Anfertigung von Dokumentationen betraut. Allerdings zeigten sich zu dieser Zeit auch erste Symptome seiner psychischen Erkrankung. Mit seinem Vorgesetzten August Stieren geriet er schon bald in Konflikt.
Typisch für Spießbachs weiteres Leben waren Reibereien und massive Konflikte mit Vorgesetzten und Autoritäten, die in ausgedehnte gerichtliche Prozesse mündeten. Er sah sich als verkannter „Wissenschaftler“ und verstrickte sich in der Zeit des Nationalsozialismus zusätzlich in ideologische Auseinandersetzungen über die Deutung germanischer Funde. Spießbachs hartnäckige Prozesse führten zu psychiatrischen Gutachten, die ihn als „querulierenden Paranoiker“ bezeichneten. Er wurde in die Provinzial-Heilanstalt Münster-Marienthal eingewiesen, erkrankte an Tuberkulose und zog sich zunehmend in seine eigene Gedankenwelt zurück.
In den frühen 1950er Jahren traf Spießbach in der Westfälischen Klinik Marsberg, der heutigen LWL-Klinik Marsberg auf den Psychiater Manfred in der Beeck, der sich mit Bildern von Patienten und Kunsttherapie auseinandersetzte. Er regte Spießbach zur künstlerischen Auseinandersetzung an.
Spießbach unternahm mehrere Fluchtversuche aus den Kliniken, in die er eingewiesen worden war. 1956 stürzte er so schwer beim Abseilen aus einem Fenster, dass er an den Folgen seiner Verletzungen verstarb.

## Werk
In der Zeit von 1952 bis 1953 entstanden in einem kreativen Ausbruch 300 Zeichnungen, Skulpturen, Buchentwürfe und Essays über archäologische sowie sprach- und kunstwissenschaftliche Themen: „Kunst und Wahnsinn“, „Die Klugheit und die Dummheit“ oder die „Verkürzung der englischen Sprache“. Spießbach, dessen Werk sehr akribisch ausgeführt und von seiner Vorbildung als technischer Zeichner und Gebrauchsgrafiker gekennzeichnet ist, arbeitete ironisch, provokant und mit skurrilem Humor. Sein Schaffen verstand er als „Anstalts-Intelligenzprüfung“; dabei machte er sich über die politischen Verhältnisse und Autoritäten lustig – darunter auch über den Direktor der psychiatrischen Einrichtung („Holzkopf“).
Sein Werk befindet sich im Besitz der Sammlung Prinzhorn.

## Ausstellungen
- 2012: Historisches Museum Schloss Friedenstein, Gotha[3]
- 2014: Kunsthaus Kannen, Münster[4]
- 2014: Sächsisches Psychiatriemuseum, Dresden[5]
- 2014: Galerie im Park, Bremen[6]
- 2016: Sammlung Prinzhorn, Heidelberg